# 貝倫區 (卡里略縣)
10°24′35″N 85°35′22″W / 10.40972°N 85.58944°W
貝倫區（西班牙語：Belén District, Carrillo），是哥斯達黎加的行政區，位於該國西北部瓜納卡斯特省，由卡里略縣負責管轄，面積175平方公里，海拔高度34米，2013年人口9,455人，人口密度每平方公里54人。